# Liparis beccarii
Liparis beccarii är en orkidéart som beskrevs av Henry Nicholas Ridley. Liparis beccarii ingår i släktet gulyxnen, och familjen orkidéer. Inga underarter finns listade i Catalogue of Life.